# Śmiełów
Śmiełów – osada w Polsce położona w województwie wielkopolskim, w powiecie jarocińskim, w gminie Żerków.
Miejscowość jest siedzibą sołectwa Śmiełów, w którego skład wchodzą również miejscowości Brzóstków, Gąsiorów i Rozmarynów.
Leży ok. 19 km na północ od Jarocina, nad Lutynią, na terenie Żerkowsko-Czeszewskiego Parku Krajobrazowego. Baza wypadowa w Szwajcarię Żerkowską.
Miejscowość znana z Muzeum im. Adama Mickiewicza mieszczącego się w klasycystycznym pałacu, w którym latem roku 1831 przebywał Adam Mickiewicz. W latach 1898–1939 mieszkali tam Józef i Maria Chełkowscy (dziadkowie Augusta Chełkowskiego). Do pobytu Mickiewicza w Śmiełowie nawiązał w swoim utworze Czaty śmiełowskie Jacek Kaczmarski. W Śmiełowie nakręcono wiele scen do filmu fabularnego Wilczyca (1982, reż. M. Piestrak).
Przez Śmiełów przebiega czarny szlak rowerowy, łączący Żerków przez Raszewy, Brzóstków, Nową Wieś Podgórną, Czeszewo i Winną Górę z Miłosławiem.